# شبگرد سلیمان
شبگرد سلیمان (نام علمی: Eurostopodus nigripennis) نام یک گونه از سرده شبگرد گوش‌دار است.